# Llei del valor
La llei del valor és un concepte bàsic de la crítica de l'economia política de Karl Marx, primerament exposat en la seva polèmica «La misèria de la filosofia» (1847) en resposta a Pierre-Joseph Proudhon (que havia publicat «Filosofia de la misèria»), i amb referència a David Ricardo. Més en general, es refereix a un principi normatiu de la ciència econòmica d'intercanvi dels productes generats pel treball humà: la relació de valors de canvi d'aquests productes en el comerç, en general expressada pel preu en diners, són proporcionals a les quantitats de treball humà mesurat en el temps emprat directament o indirectament per fabricar-los o produir-los, el que Marx també va anomenar el temps de treball socialment necessari per a la corresponent fabricació o producció.
Per tant, el valor d'intercanvi dels productes bàsics (productes intercanviables) es regeix pel seu valor, el qual és equivalent a una quantitat de treball humà (Teoria del valor treball). En El Capital, Marx exposa que aquesta quantitat és la relació entre la quantitat de treball socialment necessari per produir un bé reproduïble, i la corresponent quantitat de treball socialment necessari per produir una unitat d'or.
En resum, Karl Marx reprèn la idea de valor-treball desenvolupada per Ricardo, expressant-la en la següent frase: "El valor d'un bé depèn de la quantitat de treball directament o indirectament necessari per a la seva fabricació", tot i que mentre Ricardo considera el treball com un concepte natural o comú, Marx jutja l'expressió 'valor del treball', partint de la idea que el treball està en l'origen de tot valor. Per a Marx, els salaris no representen el valor del treball sinó l'arrendament de la força de treball de l'assalariat, proposant l'explicació següent: «Respecte del concepte de valor recentment expressat, el salari del treballador només representa la part necessària a la seva pròpia supervivència, i el que resta constitueix la plusvàlua».

## Definició
La llei del valor pretén explicar què regula la proporció en què s'intercanvien les mercaderies entre si. Les diferents proporcions en què s'intercanvia una mercaderia per les altres ha de poder reduir-se a una expressió comuna i distingir-se només en la proporció en que contenen aquest patró o mesura comú. La llei del valor parteix del fet que la substància comuna entre les diferents mercaderies en tant que productes socials és el treball humà. El valor i, per tant, la proporció de valor està determinada per les quantitats de treball-temps humà que cal per produir les mercaderies.
Si un producte requereix en total 100 hores de treball humà per a produir-se, i el producte B té 5 hores de producció, la proporció en què s'intercanviaran en el mercat aquestes mercaderies A i B gravitarà entorn d'una taxa del voltant de 1:20 (un de A és 20 unitats de B), perquè A és un valor més gran que B en aquesta proporció.
La relació de comerç mai serà 20:1, 1:5, 1:100, o 500:1 (llevat que hi hagués una excepcional escassetat o excés d'oferta d'aquests productes, o es dugués a terme un intercanvi desigual). Per aquesta raó, la majoria dels mercats comercials són regulars i predictibles en gran manera, en lloc de caòtics i arbitraris. Les normes del que valen els productes en relació amb els altres són majoritàriament conegudes i clarament establertes, fins i tot si les persones no tenen un coneixement exacte dels preus.